# 大石五郎

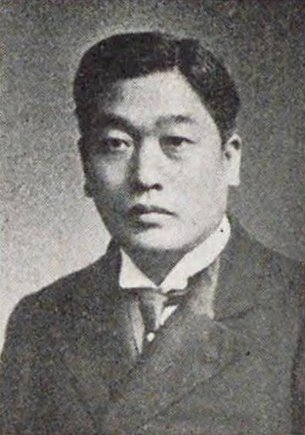
大石五郎

大石 五郎（おおいし ごろう、1874年（明治7年）4月15日 - 1945年（昭和20年）12月20日）は、日本の衆議院議員（立憲政友会）。ジャーナリスト。

## 経歴
山形県山形市出身。山形県立山形中学校を経て、1896年（明治29年）に東京法学院（現在の中央大学）を卒業。1900年（明治33年）、『山形新聞』記者となった。1903年（明治36年）に主筆に進み、1906年（明治39年）からはアメリカ合衆国に留学した。1910年（明治43年）に帰国し、翌年から再び『山形新聞』主筆となった。また山形市会議員に選出された。
1917年（大正6年）、第13回衆議院議員総選挙に出馬し、当選を果たした。
1920年（大正9年）、山形新聞社を興し、『日刊山形』『日刊荘内』を発行した。